# Roewe Marvel X

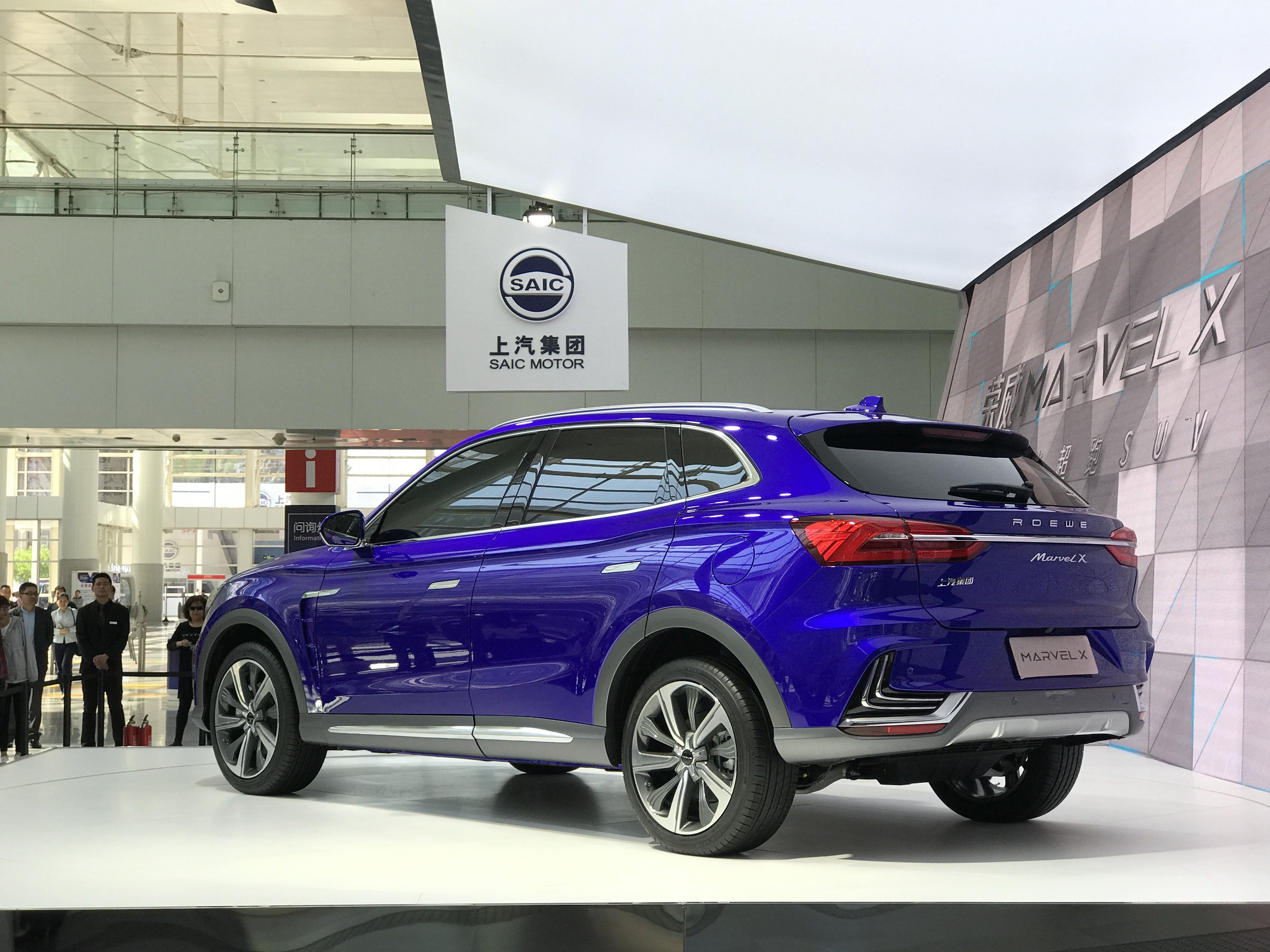
Heckansicht

Der Roewe Marvel X ist ein batterieelektrisch angetriebenes Sport Utility Vehicle der zum SAIC-Konzern gehörenden chinesischen Marke Roewe.

## Geschichte
Einen ersten Ausblick auf ein elektrisch angetriebenes SUV präsentierte SAIC im April 2017 auf der Shanghai Auto Show mit dem Konzeptfahrzeug Roewe Vision-E. Das Serienmodell Roewe Marvel X wurde ein Jahr später im Rahmen der Beijing Auto Show vorgestellt. Ab August 2018 wurde es auf dem chinesischen Heimatmarkt verkauft. Im Gegensatz zum 2021 eingeführten Nachfolgemodell Rising Marvel R wurde der Marvel X nicht in Europa angeboten.

## Technische Daten
Das Fahrzeug war mit Hinterrad- oder Allradantrieb erhältlich. Die heckangetriebene Variante hat zwei Elektromotoren an der Hinterachse, die maximale Leistung wird mit 137 kW (186 PS) angegeben. Die Version mit Allradantrieb hat einen dritten Elektromotor an der Vorderachse. Die Leistung steigt dadurch auf 222 kW (302 PS).
Der Akkumulator des SUV hat einen Energieinhalt von 52,5 kWh. Die Reichweite nach NEFZ beträgt für die heckgetriebene Version 403 km und für die allradgetriebene Version 370 km.
|                            | Marvel X                      |                                                |
| Bauzeitraum                | 08/2018–11/2021               | 08/2018–11/2021                                |
| Motorkenndaten             |                               |                                                |
| Motortyp                   | 2 Elektromotoren hinten       | 2 Elektromotoren hinten + 1 Elektromotor vorne |
| max. Leistung              | 137 kW (186 PS)               | 222 kW (302 PS)                                |
| max. Drehmoment            | 410 Nm                        | 665 Nm                                         |
| Kraftübertragung           |                               |                                                |
| Antrieb                    | Hinterradantrieb              | Allradantrieb                                  |
| Getriebe                   | Festes Übersetzungsverhältnis | Festes Übersetzungsverhältnis                  |
| Messwerte                  |                               |                                                |
| Leergewicht                | 1759 kg                       | 1870 kg                                        |
| Höchstgeschwindigkeit      | 170 km/h                      | 170 km/h                                       |
| Beschleunigung, 0–100 km/h | 7,9 s                         | 4,8 s                                          |
| Batterie                   | 52,5 kWh                      | 52,5 kWh                                       |
| Reichweite nach NEFZ       | 403 km                        | 370 km                                         |